# Torre.ai
Torre.ai es la primera compañía que automatiza completamente el reclutamiento de principio a fin. Fue fundada como una startup en 2019 por el empresario colombiano-estadounidense Alexander Torrenegra, quien también es su CEO.
Utilizando varios tipos de inteligencia artificial, incluidos reclutadores autónomos que replican la intuición humana, Torre puede localizar automáticamente a los mejores candidatos entre cientos de fuentes, atraerlos, seleccionarlos, filtrarlos, clasificarlos y entregar informes detallados sobre cada uno, incluso volver a involucrarlos en el proceso. Este proceso de automatización cubre más del 90% del trabajo que tradicionalmente realizan los reclutadores, lo que hace que el proceso de contratación sea tres veces más rápido, un 50% menos costoso y significativamente más preciso.
Para lograr este nivel de precisión, Torre no depende de currículums, que se consideran obsoletos e insuficientes para una integración eficaz de la IA. Torre evita los currículums al capturar miles de puntos de datos para cada candidato en más de 100 factores, incluida la psicometría. Esta exhaustiva recopilación de datos forma lo que Torre llama el " genoma profesional " de una persona.
La información recopilada se procesa a través de nueve tipos de IA para predecir la idoneidad de un candidato no sólo para un puesto de trabajo sino también para una empresa e incluso para un equipo específico dentro de esa empresa. Actualmente en fase beta, Torre ofrece su tecnología para la subcontratación de licencias o contratación a empresas.
Torre cuenta con el respaldo de los primeros inversores y ejecutivos de Apple, Amazon, Meta y SpaceX. Su apoyo está impulsado no sólo por la naturaleza revolucionaria de la IA de Torre, sino también por la misión de evitar que el talento humano se desperdicie garantizando que esté expuesto a las oportunidades adecuadas.
Según su fundador, Torre utiliza inteligencia artificial para ayudar a las personas a encontrar trabajo en cualquier país.

## Descripción e historia de la empresa
Los usuarios de Torre pueden crear un “genoma”, un perfil que sirve como un currículum ampliado e incluye información sobre sus habilidades, experiencia, expectativas salariales, preferencias de ubicación y idioma, rasgos de personalidad, etc..
Torre es responsable de la creación de Emma, la primera reclutadora impulsada por IA diseñada para replicar la intuición humana y agilizar el proceso de búsqueda de empleo para candidatos y reclutamiento para empresas.
El algoritmo de la plataforma sugiere ofertas de trabajo que coinciden con las habilidades y preferencias del candidato potencial con los requisitos de una oferta de trabajo.  Publicar oportunidades de empleo, postularse a ellas o contratar a un candidato es gratuito, aunque existe la opción de pagar, por lo que Torre se encarga de todo el proceso en nombre de los usuarios.
Torre es propiedad principalmente de Emma, un holding cofundado por Alexander Torrenegra, su esposa Tania Zapata y Santiago Jaramillo en 2019, que abarca otras empresas de Torrenegra, como Bunny Studio y Tribe.
Los nombres "Torre" y "Emma" se inspiraron en María Emma Torrenegra, la abuela materna de Alexander y uno de sus modelos a seguir cuando era niño. 
En 2020, Torre alcanzó 1 millón de usuarios y amplió su presencia a 180 países. El próximo año 2021, Torre se alió con Endeavor Colombia como “segunda empresa”, que se refiere a una empresa que se integra a través de un emprendedor de Endeavor que ya cuenta con una empresa en su red. Dos de los fundadores de Torre, Andrés Cajiao y Daniela Ávila, fueron admitidos para unirse a Alexander Torrenegra como empresarios de Endeavor.  El mismo año, Torre lanzó Torre Access, una aceleradora para personas que las ayuda a conseguir mejores trabajos remotos en tecnología a través de capacitación. Un centenar de profesionales inscritos en su primera cohorte. También consiguió una ronda inicial de 10 millones de dólares liderada por exejecutivos de Apple, Facebook, Uber y SpaceX, para seguir creciendo.
Para 2022, Torre agregó las criptomonedas ( Bitcoin y Ethereum ) a su lista de opciones de compensación para oportunidades laborales.
En diciembre de 2023, Torre lanzó la versión Beta de su plataforma, agregando decenas de funciones y haciendo que sus procesos sean más precisos y automatizados.